# Монітори типу «Skorpionen»

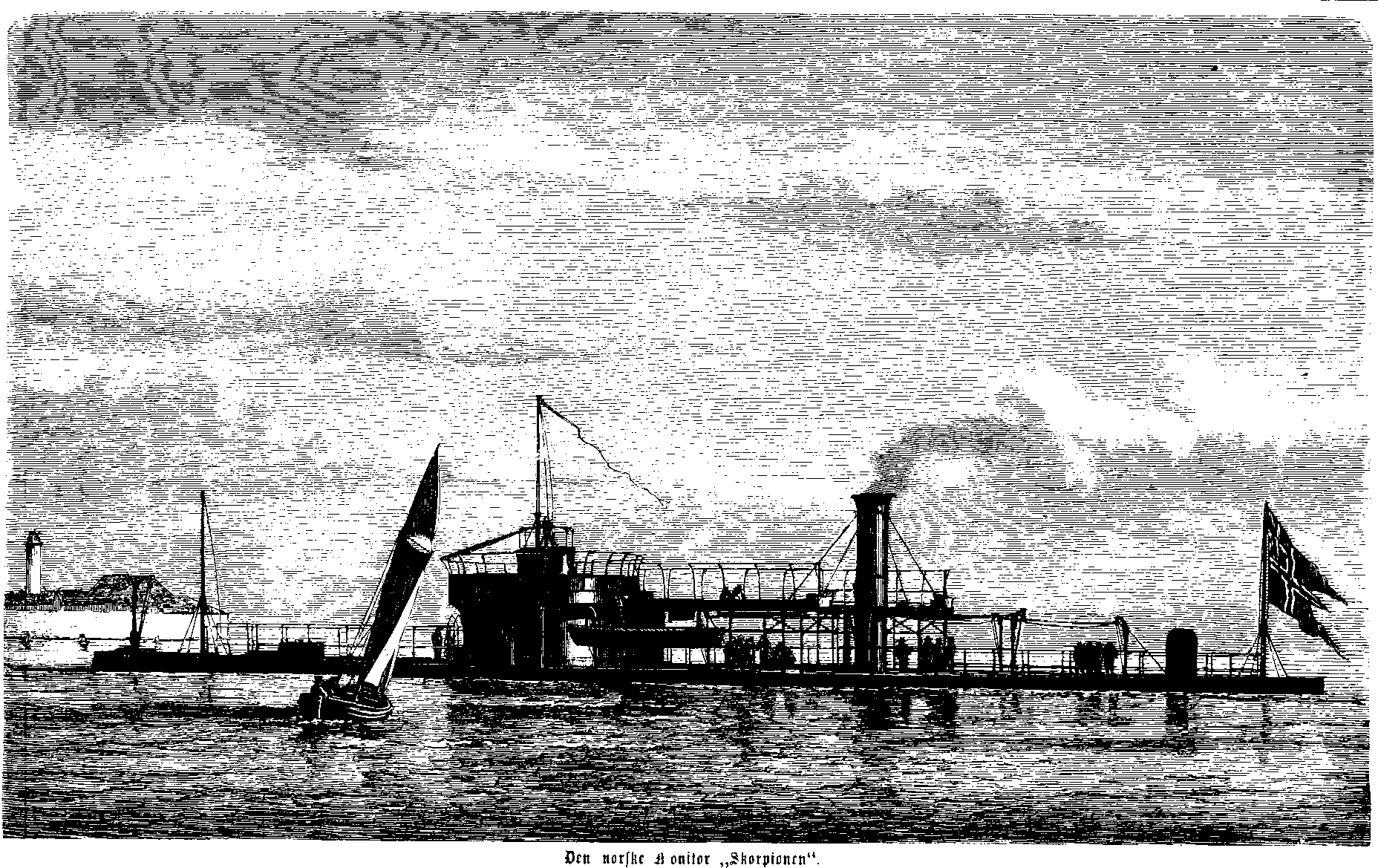
Норвезький монітор «Скорпіун»

Монітори типу «Скорпіун» - три монітори Королівського флоту Норвегії.  Це «Скорпіун», «Мйолнир» та «Трюдван». Кораблі були побудовані з 1865 по 1869 рік.  Останній корабель був списаний в 1918 році.

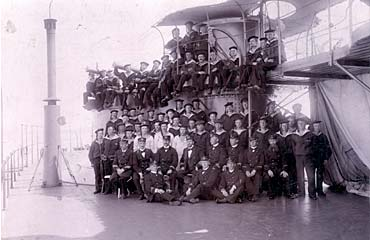
Команда монітору «Трюдван» 13 червня 1870 року.

Ще один норвезький монітор «Тур», побудований 1872 року, розглядають як вдосконалений і збільшений "Skorpionen".Відсутня однозначність щодо співвідношення цього типу моніторів та шведських моніторів типу "Джон Ерікссон" (Норвегія і Швеція у той час перебували в персональній унії). Другий корабель типу «Скорпіун», «Мйолнир» побудовано у Швеції та його зараховують до обох цих типів одночасно. Даніел Гарріс вказує, що монітори типу «Скорпіун» мали п'ять парових котлів замість чотирьох у  моніторів типу "Джон Ерікссон", а в усьому іншому кораблі були практично ідентичні. Натомість Роберт Гардінер та Пол Сільверстоун вказують на певну різницю у лінійних вимірах цих типів моніторів. 
Монітори розвивали швидкість до 8 вузлів (за винятком  «Скорпіун», який мав слабшу парову машину і мав швидкість до 6 вузлів). Їх озброєння складалося з пари дульнозарядних нарізних 263 міліметрових гармат. Пізніше їх замінили на пару 120 міліметрових казнозарядних, а також доповнили скорострільними двома 65 міліметровими та двома 37 міліметровими гарматами.    